# 福岡ローマン渓谷
福岡ローマン渓谷（ふくおかローマンけいこく）は、岐阜県中津川市福岡にある木曽川水系付知川の中流域の渓谷。渓谷沿いには遊歩道があり、オートキャンプ場やアユを捕獲するやながある。

## ローマン渓谷の遊歩道
森林周遊コースと自然満喫コースの2コースがある。

## ローマン渓谷オートキャンプ場
付知川の河川敷に60サイトのロッジ・バンガロー・全天候大型バーベキュー場・水場・テントサイト・水洗トイレ・コインランドリー・風呂・シャワー・売店・テラス・スロープ・管理棟（ラックハウス）・遊びの広場が設けられている。

## ローマンやな
付知川にやなを設けてアユを捕獲しており、食事が出来る。期間限定で毎年6月中旬頃から10月末頃までの期間のみ営業。

## 交通・アクセス
- 中央自動車道中津川インターチェンジより、国道19号を長野方向に走行し、国道257号を左折し、下呂方面へ
- JR東海中央本線中津川駅より北恵那交通バスの付知峡倉屋温泉行きに乗車し、福岡総合事務所で下車。徒歩10分

## 関連リンク
- ローマン渓谷森林周遊コース
- ローマン渓谷自然満喫コース
- 福岡ローマン渓谷オートキャンプ場
- 付知川ローマンやな